# Gmina Warta
Die Gmina Warta ist eine Stadt-und-Land-Gemeinde im Powiat Sieradzki der Woiwodschaft Łódź in Polen. Ihr Sitz ist die gleichnamige Stadt mit etwa 3250 Einwohnern.

## Geographie
Die Gemeinde liegt im Westen der Woiwodschaft und grenzt im Norden an die Woiwodschaft Großpolen. Wichtigstes Gewässer ist die Warthe (polnisch Warta), von der die Stadt ihren Namen hat. Der Fluss wird nordwestlich der Stadt zu dem 42,3 km² großen Stausee Jeziorsko aufgestaut.

## Geschichte
Die Gemeinde besteht seit 1973 und war von 1975 bis 1998 Teil der Woiwodschaft Sieradz.

### Partnerschaft
Die Gemeinde Warta unterhält eine Partnerschaft mit der nordrhein-westfälischen Stadt Lengerich.

## Gliederung
Die Stadt-und-Land-Gemeinde Warta besteht aus der Stadt selbst und 47 Dörfern mit 48 Schulzenämtern:
Augustynów, Bartochów, Cielce, Czartki, Duszniki, Dzierzązna, Gać Warcka, Glinno, Głaniszew, Góra, Grzybki, Jakubice, Jeziorsko, Kamionacz, Kawęczynek, Klonówek, Krąków, Lasek, Lipiny, Łabędzie-Gołuchy, Małków, Maszew, Miedze-Grabinka, Miedźno, Mikołajewice, Mogilno, Ostrów Warcki, Piotrowice, Proboszczowice, Raczków, Raszelki, Rossoszyca, Rożdżały, Socha, Tądów Dolny, Tądów Górny, Tomisławice, Ustków, Witów, Włyń, Wola Miłkowska, Wola Zadąbrowska mit den beiden Schulzenämtern Nowa Wieś und Stara Wieś, Zadąbrowie-Rudunek, Zadąbrowie-Wiatraczyska, Zagajew, Zaspy und Zielęcin. 
Kleinere Siedlungen und Weiler sind: Baszków, Borek Lipiński, Chorążka, Józefka, Józefów-Wiktorów, Kamionacz (Waldsiedlung), Miedźno (Waldsiedlung), Nobela, Pierzchnia Góra, Rafałówka, Włyń, Zakrzew und Zaspy (Waldsiedlung).